# Jaroslav Matoušek (politik)
Jaroslav Matoušek (* 21. dubna 1945) byl český a československý politik Československé strany socialistické a poslanec Sněmovny lidu Federálního shromáždění za normalizace.

## Biografie
K roku 1986 se profesně uvádí jako vedoucí oddělení podniku. Ve volbách roku 1986 zasedl za ČSS do Sněmovny lidu (volební obvod č. 93 - Gottwaldov II, Jihomoravský kraj). Ve Federálním shromáždění setrval do konce funkčního období, tedy do svobodných voleb roku 1990. Netýkal se ho proces kooptací do Federálního shromáždění po sametové revoluci.